# The Marines Are Coming
The Marines Are Coming ist ein US-amerikanischer Spielfilm von 1934, der im Genre der Komödie die Intervention des United States Marine Corps in dem fiktiven lateinamerikanischen Staat Ponta Miguel in der Epoche der Bananenkriege thematisiert.

## Handlung
Eine Kaserne des US Marine Corps in San Diego, Kalifornien. Leutnant "Wild Bill" Traylor ist hoch verschuldet; sein direkter Vorgesetzter, Hauptmann Benton, bezeichnet ihn als Playboy der Marines. Traylor wird jedoch nicht nur von seinen Schulden, sondern auch von der temperamentvollen Lateinamerikanin Rosita verfolgt, die er in Ponta Delgado vor dem Banditenführer "Die Fackel" gerettet hat. Sie ist ihm von Ponta Delgado über Panama nach San Diego gefolgt und will ihn unbedingt heiraten.
Traylor beabsichtigt jedoch, sich mit der blonden, gutbürgerlichen Dorothy zu verehelichen – wie auch sein Vorgesetzter Benton. Die Damen der Gesellschaft sind jedoch über eine mögliche Verbindung zwischen Dorothy und Traylor, von dem sie aus seiner Dienstzeit in Nicaragua "schreckliche Sachen" gehört haben, empört.
Währenddessen trifft aus Ponta Miguel die Nachricht ein, dass der "Wilde" ("savage"), die "Die Fackel" genannt, Amok läuft. Daher sollen die dort stationierten Marines aus San Diego verstärkt werden. Traylor freut sich auf den Einsatz, den die "Fackel" ist sein "Lieblingsbandit". Vorher möchte er jedoch Dorothy in Tijuana heiraten. Auf der Hochzeitsfeier kommt es zu einem Skandal. Traylor prügelt sich mit einem mexikanischen Gläubiger und wird von der örtlichen Polizei festgenommen. Benton muss ihn auslösen. Marine-Oberst Gilroy hat von Traylors Disziplinlosigkeiten genug und lässt ihm durch Benton mitteilen, dass es für ihn nur zwei Alternativen gibt: Entweder stellt er sich einem Kriegsgericht oder er nimmt seinen freiwilligen Abschied.
Traylor entscheidet sich für die zweite Möglichkeit, meldet sich aber sofort bei einer Rekrutierungsstelle der Marines, um als einfacher Marinesoldat wieder ins Korps einzutreten und am Einsatz in Ponta Miguel teilzunehmen. Mit einem Schiff werden die Marines nach Ponta Miguel transportiert; Dorothy begleitet Benton in den Einsatz.
"Die Fackel" versucht über Mittelsmänner, den betrunkenen Traylor als Offizier für seine Truppe zu gewinnen, da er zwar von den Marines ein Maschinengewehr erbeutet hat, dass jedoch seine Banditen nicht bedienen können. Benton gerät mit einer Patrouille von Marines in einen Hinterhalt der Banditen; er ist der einzige Überlebende und nun deren Geisel. Zum Schein geht Traylor auf das Angebot der "Fackel" ein. Doch dann befreit er Benton und beide massakrieren mit dem MG und Handgranaten die Banditen. Dorothy sieht nun in Traylor einen Helden, erkennt aber auch, dass er zu Rosa gehört und nicht zu ihr. Als alle nach San Diego zurückkehren, erhält Traylor die Nachricht, dass er nach Washington, D.C. fahren soll, um sein Offizierspatent zurückzuerhalten.

## Produktionshintergrund
1933/34 war das Marine Corps aufgrund der neuen „Politik der guten Nachbarschaft“ Präsident Franklin D. Roosevelts aus Nicaragua und Haiti abgezogen und die Bananenkriege beendet worden. Der Terminus "Bandit" für Aufständische entsprach der offiziellen US-amerikanischen Sprachregelung; politische Motive wurden ihnen nicht zuerkannt. Diese Konstellation findet sich auch in einer zweiten Mascot-Produktion von 1935 wieder, dem Serial The Fighting Marines.

## Kritik
His (Haines) latest effort dresses him in the uniform of a first lieutenant of the Marine Corps. A regular devil with the women, he comes to grief over the gaming table and is forced out of the corps. In the ensuing regeneration process, he enlists as a private, rescues his rival, Conrad Nagel, from the bandits of Puerta Miguel, or some such place in Latin America, and, in a gesture of supreme self-abnegation, gives up the girl to the better man.
A few marines were in yesterday's audience. Judging by their faces as they left, it was just as well that Mr. Haines was not.
New York Times vom 23. Februar 1935